# エンキドゥ

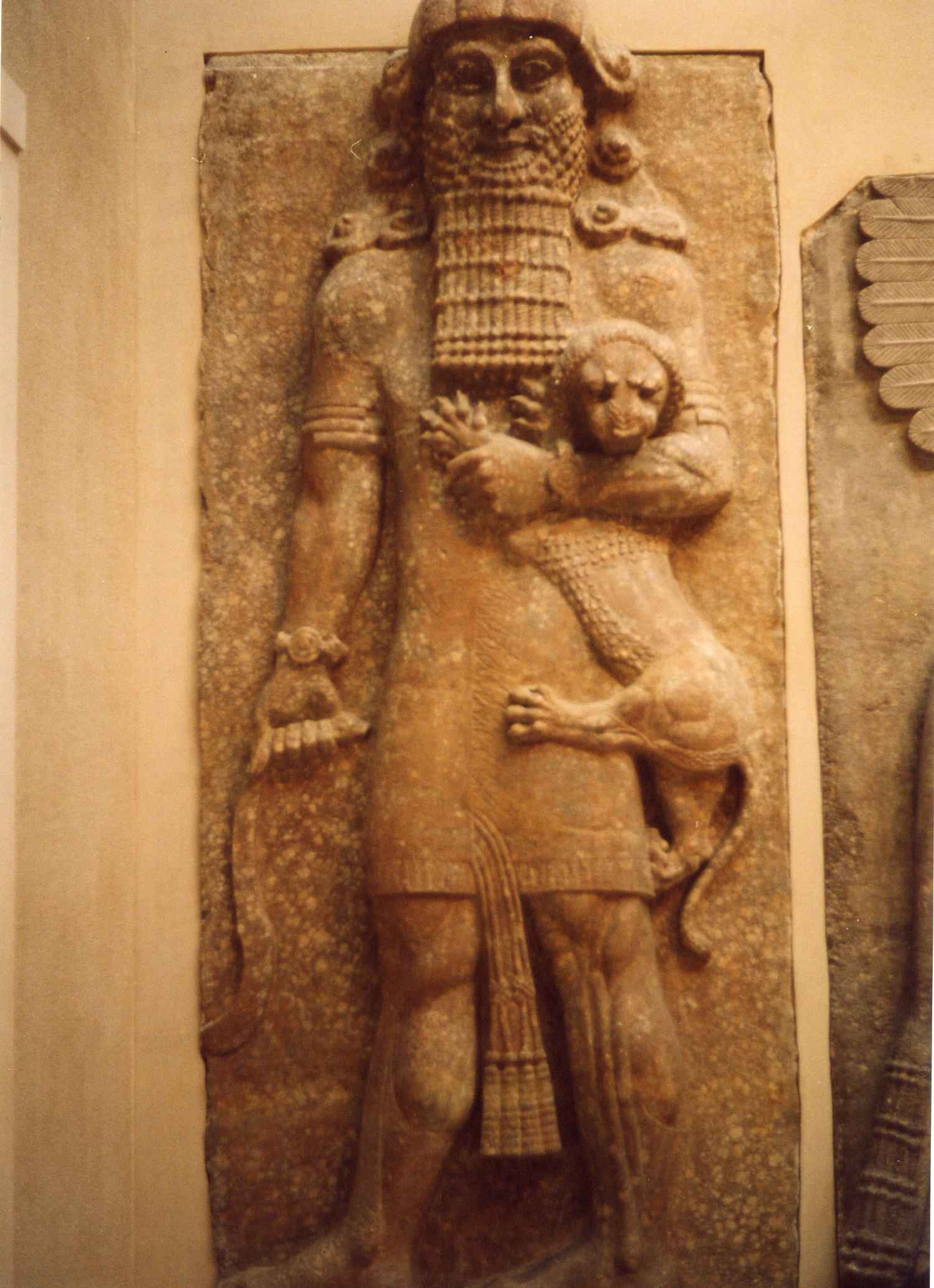
エンキドゥの像。

エンキドゥ（シュメール語: 𒂗𒆠𒆕 - EN.KI.DU3 - Enkidu） は、『ギルガメシュ叙事詩』の登場人物で、ギルガメシュの無二の親友。エンキドゥの名は水と知恵と創造の神エンキ（アッカド語名：エア）に由来すると言われている。後代においてはその来歴から動物（あるいは家畜）の保護神として崇められたが、元々はギルガメシュに対抗できる強い者とすべく神々が生み出した、勇猛果敢な戦士であった。

## 来歴
シュメールの天空神アヌは、創造を司る女神アルルにギルガメシュを諌めるため彼と同等の力を持つ者を作るよう命じる。アルルは粘土をこねて人間を作り、知恵と水と生命の神エンキ（エア）よりエンキドゥという名を与えると、続いて軍神のニヌルタが強い力を授け、エンキドゥを静寂の中に置いた。
荒野に降りたばかりの頃は父も母もなく、女のように長い髪、角、尻尾と毛むくじゃらの体を持ち、獣たちと同じように草を食べたり水を飲んだりして過ごし、獣たちの保護者のようでもあったが、人としての知能はほとんどなかった。一方、エンキドゥに狩りを妨害されたという狩人親子の訴えを聞いたギルガメシュは、神聖娼婦シャムハトを連れて行くようにと助言する。水飲み場へやってきた狩人とシャムハトが身をひそめながら待機していると、3日目になってエンキドゥは獣たちと共にやってきた。獣たちは人の姿を見るなり逃げて行ったが、エンキドゥだけはシャムハトの誘惑に惹かれ、6晩7日に及んで交わりに及び、パンや蜂蜜、麦酒などの人間の飲食物を口にした。これによりエンキドゥから毛が抜け落ち、野人性を失っていく。人の言葉を覚えると、それまで仲良くしていた獣たちは去っていき、エンキドゥは孤独になった。彼は力が弱くなる代わりに知恵と思慮を身に付けた。人語を理解するようになると、シャムハトから飲食や着衣についてなど、人間とはどういったものなのかを教わる。
ウルクにギルガメシュという王がいることを聞いたエンキドゥは、自身と同じような強い仲間が欲しいと思う。ギルガメシュは天の星（アヌの結び目）が落ちる夢と、斧を妻のように抱き愛おしむ夢を見るが、母リマト・ニンスンが友が来る予知夢と解く。出会う前から意識しあっていた二人だが、エンキドゥはギルガメシュが初夜権を行使していると知ると怒ってウルクへ行く。シャムハトはエンキドゥを戦士（花婿）のような衣を着せて送り出す。エンキドゥが町に着いたのは大晦日の晩、初夜権を行使しようとするギルガメシュが婚礼の神殿へ赴くという時だった。王が神殿に入ろうとしたとき、エンキドゥは輝く扉の前で挑むように立ちふさがった。神々の思惑通りにギルガメシュとエンキドゥは激しい戦いを繰り広げたが、対等に渡り合ったことから2人は互いの力を認め抱き合う。初めて膝をついたギルガメシュはエンキドゥを抱き上げ、人々に向けて彼を親友とすることを宣言する。
エンキドゥはギルガメシュと共にレバノン杉の森に棲む自然神フンババを退治した後、ウルクに帰ると女神イシュタルがギルガメシュの英姿に魅せられて誘惑する。しかし、イシュタルは不実で残忍であり、これまで愛した男たちに残酷な仕打ちをしていたことから、同じ目にあいたくないギルガメシュは求婚を手ひどく拒否する。これに腹を立てたイシュタルが父神アヌに頼み、送り込んできた天の雄牛（聖牛グガランナ）により大地が割れ、ウルクの民を飲みこみ多くの死者を出すが、二人は激闘の末これを倒すことに成功する。怒りにまかせてギルガメシュを呪おうとしたイシュタルに怒ったエンキドゥは、牡牛の死体から腿を引きちぎってイシュタルの顔面に投げつける。二人が力を合わせれば神にも届き得ることを恐れた神々は会議を行い、二人のうちどちらかが死ななければならないと決め、「ギルガメシュは殺してはならない」とした神罰としてエンキドゥが死の呪いを受ける。
エンキドゥは12日間に及ぶ高熱に浮かされ、最期は自分のことを忘れないでほしいと話しつつ、ギルガメシュに看取られながら息を引き取った。ギルガメシュは亡骸に花嫁のようにベールをかけると、気が触れたように悲しみ、蛆虫が彼の体から落ちこぼれるまで側を離れなかった。ギルガメシュは蜂蜜やバターと共に彼を埋葬してやると、荒野をさまよった。
エンキドゥの死後、ギルガメシュは眠りたくても眠れないという不眠症のような症状に何度も苦しめられる。不死を得られず放浪の旅から帰り、皆に尊敬される王となった後、死ぬ前の夢にエンリルが現れ「人として死の運命からは逃れられないが、たとえ死んでも冥界でエンキドゥと再会するだろう」と伝えられ、ギルガメシュはようやく長い眠りを受け入れる。

## エンキドゥとギルガメシュ
エンキドゥはギルガメシュと共に冒険へ行き、戦い、床を共にする。外見的特徴としてエンキドゥは女のように長い髪を持ち、ギルガメシュと双子のように似ていたが、エンキドゥの方が小柄であった。エンキドゥは友人のために心を砕く性格であり、常にギルガメシュの気持ちを楽にし、死してもなおギルガメシュの愛する存在として描かれる。
二人には様々な関係性が含まれるが、いかなる繋がりであったとしても、2人1組の半身として描写されることが多いのが彼らの特徴である。物語において記録されている最古のサイドキック（相棒）はエンキドゥである。ギルガメシュとの関係性が親友として描かれるようになったのは、粘土板の翻訳が進むにつれて『ギルガメシュ叙事詩』の内容が改変されていった影響によるものであり、元来その間柄は親友に限ったことではない。時代や書版によっては門番を務める一対の神々（タリメ）であったり、ギルガメシュの奴隷であったり、親友兼助手であったりと様々である。前述のように後世の物語では力比べをして親友になったとあるが、主従関係であったとする場合、そのように至るまでの経緯は明かされていない。
当時の文化的背景に基づけば自然だがエロティックな表現が度々見られることから、ギルガメシュと友人を兼ねた恋人関係であったとか、あるいは義兄弟、一人の人間の多面性を現した「二重身（＝ドッペルゲンガー）」であるとする研究もある。エンキドゥはシャムハトと職業を同じくする「神聖男娼（神事を司る男娼）」としてギルガメシュに仕えた従者であり、掛詞を好んだシュメル人文化において、エンキドゥがギルガメシュの夢に星や斧の姿をとってやって来るのはその暗喩とされる。エンキドゥは半神半人のギルガメシュを地上に堕としめ、ギルガメシュを神の子から人間にする堕天使のような役割を持っている。エンキドゥは「戦士（シュメル語で「花婿」とも訳せる。また「死」の掛詞でもある）」のような姿でギルガメシュと出会い、死してからはギルガメシュによって「花嫁」のようにベールをかけられた。
2014年に公刊された新文書は大きな驚きをもたらした。エンキドゥは個人としてのギルガメシュを死後も支え続け、偉大な王の代わりに神殺しの罪を引き受ける役割を持つ。後述のとおりフンババを殺すことにエンキドゥは反対していたが、結局ギルガメシュに協力することになる。遠征では夢解きができない都市育ちのギルガメシュに対して、エンキドゥは夢解きができることも繰り返し示されてゆく。エンキドゥにはシャムハトのようなシャーマン的な資質があり、近未来の予知と解釈もできると考えられる。野人エンキドゥは彼の故郷である自然を裏切るが、人間にもなりきれない。エンキドゥは穢れを引き受けるべき役割とそれによる死の運命を知っていたのであり、ギルガメシュの夢を「フンババの殺害成功」と解いたこともその役割のためであったということである。フンババとの戦いの中では、エンキドゥはシャーマンのような変性意識状態になれる資質も見られる。。
実在した可能性のあるギルガメシュに対し、エンキドゥは定かではない。

### 友情と成長
エンキドゥは野獣として狩人たちから、ギルガメシュは暴君として民たちから、それぞれ恐れられていた。ところがお互いの力を認め合い親友となったことで、ギルガメシュはそれまでの横暴を改め穏やかさを取り戻し、エンキドゥは泣いたり怒ったりと人間性に磨きが掛かり、2人は国から愛される強き英雄となっていった。このように彼らの関係からは、人が人らしく成長していくためには教養と友人が必要不可欠であることが示され、寓話らしきプロセスが色濃く刻まれている。

## エンキドゥと杉の森
ギルガメシュは「香柏の森（レバノン杉）を切り開き、全ての悪（＝フンババ）を国から追い払い、我々の名を永遠に刻もう」と遠征の話を持ち掛ける。これを聞いたエンキドゥの目から涙が溢れ、遠征を強く反対される。エンキドゥは、フンババが神から与えられた「天命」を変える事に強い罪悪感を覚え、フンババ「人々の恐れ」とされているという理由で抵抗する。ギルガメシュは土から生まれた彼にも苦しみを感じる心があることに動揺し、「エンキドゥは後ろに付いて励ましてくれるだけでいい」と彼をなだめる。エンキドゥは長老達からも「森への道はエンキドゥがよく知っている」と迫られ、結局は周囲のプレッシャーに押し切られる形で同行する事になる。出立の前にギルガメシュの母神ニンスンは、エンキドゥを養子に迎え入れギルガメッシュの義弟とした。森のほとりでギルガメシュはエンキドゥの膝に頭を埋め休息するが不吉な夢を見る。
エンキドゥは最初からエンリルの「天命」を害することに強い罪悪感があり、レバノン山地に向かう前から、それによって自分にふりかかる恐るべき結末を予感していたはずである。エンキドゥの心のうちは複雑であり、後で下されるエンリルからの罰を恐れ、しかしなるべくなら神々には知られないように、または時間がたってギルガメシュの武勇伝が成立した後に神々が知るようにと願っている。当初は強い抵抗感のあったエンキドゥだが、虚勢をはりながらも悪夢を恐れるギルガメシュを慰めるうちに、自然物である森を裏切り、ギルガメシュのために自らの手を汚す覚悟を決めていったようである。エンキドゥは夢見と夢解きの力を有していたが、彼自身の見た夢は自身の理不尽な末路を予見するものだった。エンキドゥにとって苦渋の選択だったが、結局は人としての理をとった。
豊かなレバノン山地につくと、エンキドゥを見たフンババは自然物である森を裏切り人間であるギルガメシュ側についたエンキドゥに激怒し「エンキドゥよ、お前はなぜギルガメシュを私の前に連れてきた？」とエンキドゥを激しく責める。ギルガメシュは「怒り狂え！そして（動物の）血を体に塗り付け、あなたの意識を変化させよ」とエンキドゥに迷いを捨てるよう指示する。またエンキドゥにはシャーマンのような資質があり、巫女のように体に血を塗り付けることでトランス状態（変性意識状態）になれることも示唆されている。ギルガメシュは「あなたの叫びが楽器のごとく響くよう、私の友よ、互いに（手を）しっかりつかめ！私たちは（二人で）一人のようになって立ち向かう」と言って手をつなぎ、エンキドゥの戦意を奮い立たせようとしている。
太陽神シャマシュの加護を受けたギルガメシュと協力しながら、フンババの七つの力を使えなくさせ、最期はエンキドゥが首をかき切り、二人はフンババをこの世から滅することに成功する。フンババは殺される間際に、「エンキドゥがギルガメシュよりも長生きできないように」とエンリル神に祈りを捧げた。伐採された木はウルクに富をもたらしたが、エンキドゥは後で自らの行った行為を後悔し、苦しみをギルガメシュに打ち明ける。
数々の怪物を倒し、二人が力を合わせれば神にも届き得ることを恐れた神々は、二人のうちどちらかが死ななければならないと決める。イシュタルの双子の兄でもあるシャマシュは無実のエンキドゥが死ぬことに疑義を唱えるが、エンリルや他の神々は「最も優れた男はギルガメシュ」「ギルガメシュを殺してはならぬ」とし、神の定めた役割を放棄したエンキドゥが死の呪いを受ける事を決める。

## エンキドゥと冥界
シュメール語のギルガメシュ伝承の1つ、古代の書名を『古の日々に』とする『ギルガメシュとエンキドゥと冥界』というエピソードは、創世神話から始まる難しい内容となっているため、『ギルガメシュ叙事詩』の第12の書版に収録されるも入れられたのは本文全体の後半部分のみであり、更に本編からは完全に独立した外伝作品として扱われている。

### 内容
神によって天と地が分けられ、人間が創られ、アヌが天神に、エンリルが地神になってしばらく経った頃、ユーフラテス川のほとりに1本の柳の木が生えていた。あるとき吹き荒れた強い南風によって柳は根こそぎ倒れ流されるが、これを見たイナンナ（アッカドのイシュタル）は木を拾い上げ、自身の神殿群「エアンナ聖域」があるウルクへ持ち帰って庭に埋めた。木材のないメソポタミアでは貴重な、且つ立派な木であったために、イナンナは柳を育て椅子と寝台を作ろうとした。十数年かけて大きく育てるが、柳の根元には蛇が巣食い、中心には魔女リリスが棲みつき、梢には怪鳥ズーが雛をかえしていた。イナンナは木を切ることができないことを悟ると悲しくなり、兄ウトゥ（アッカドのシャマシュ）に悲嘆を打ち明けたが相手にしてもらえなかった。そんな中、イナンナの困惑を聞きつけたギルガメシュが、213.5kgもの斧を持って助けにやって来た。その斧で蛇を殺し、魔女を本来の棲家である砂漠に追いやるとズ―も逃げた。続けてギルガメシュは柳を切り、イナンナは目的を果たすことができた。
ギルガメシュの活躍を讃えたイナンナは、お礼に柳から打楽器を作って捧げ、ギルガメシュはそれらの楽器を受け取りウルクで宴会を開いて音楽に興じていた。しかし、興奮し羽目を外したウルクの若者たちにより、楽器たちは冥界へと落ちていってしまう。エンキドゥは私が取りに向かいましょうと名乗り出ると、ギルガメシュは冥界でしてはならないことを理由も教えながら話すが、ギルガメシュから教わった禁忌を破ってしまったために、地上へ帰れなくなってしまった。

#### 冥界でしてはならないこと
- 綺麗な服を着てはいけない
- 履物を履いてはいけない
- よい香油を塗ってはいけない
- 槍を投げてはいけない
- 杖を持って行ってはいけない
- 愛する妻に口づけしてはいけない
- 愛する息子に口づけしてはいけない
- 嫌いな妻を叩いてはいけない
- 嫌いな息子を叩いてはいけない
- 大声を出してはいけない

### エンキドゥの帰還と冥界情報
冥界から帰れなくなったエンキドゥのことを心配したギルガメシュは、エンリルに助けを請うが無視されるのでらちが明かず、エンキ（アッカドのエア）に訴えるとエンキはウトゥを呼び、ウトゥは冥界に穴を開けた。エンキドゥはその穴を通って冥界から抜け出す（戻って来たのは肉体ではなく影のみで、本物のエンキドゥは永遠に冥界に残ることになったとする例もある）。エンキドゥは親友との再会を喜び、抱擁や接吻をして交わるが、ギルガメシュから冥界がどんな所であったかを尋ねられ、エンキドゥは躊躇しながらも答式の会話を展開する。エンキドゥが言うには、死者は自身の子どもがより多いほど幸せで、供物を捧げられただけ暮らしが富むということであった。2人の問答は謎めいた応答で締めくくられる。「火をつけられた者を見たか。見ました。どんな暮らしぶりか。その者に霊はありません。煙が天に登りました」

### 文学性
当時のシュメール人は死後の世界を重要と考えていなかったが、冥界での暮らしなどについては考えを巡らせていた。「人は死んだらどうなるのか」。その疑問に対する答えが、『ギルガメシュとエンキドゥと冥界』にある。
エンキドゥがこの世を去ったとき、ギルガメシュ（または祭司）は様々な供物を捧げシャマシュにエンキドゥが冥界で難儀なく暮らせることを祈祷している。エンキドゥのために紅玉石の入れ物に蜜、青玉石の入れ物にバターを詰めたものを卓上に用意したとあるが、この蜜とはすなわち蜂蜜のことである。ギルガメシュが絶命した際にも同様に、ウルクの民たちは手厚く葬儀を施した。供物を捧げる、丁寧に供養を執り行うという行為が熱心に守られていたのは、冥界、すなわち死後の世界についての捉え方によるものである。『ギルガメシュ叙事詩』では上記の12の書版以外にも、冥界での様子が語られる部分がある。エンキドゥが見た夢の内容によれば、冥界は死霊や死神がいる暗く乾燥した土地で、死んでしまったら無条件で行かなければならない世界、そして地獄のようにも思われていた。そのような場所であるならば、死者が冥界で歓迎され清福に暮らすのは容易ではない。よって葬儀は大層に執り行い、供物を定期的に捧げることが、死者たちの暮らしを良くするのだという考えを持った。故人を弔う行為は死者に向けたものではあるが、残された者たちの思いを昇華させるための救済措置ともいえる。こういった生死観への答えを古代メソポタミアの編集者たちは既に導き出しており、死後の世界について知りたがっている人々に受け入れられる作品へと育てていった。

### ギルガメシュとアッガ
同様に叙事詩に収録されていない『ギルガメシュとアッガ』と呼ばれる歴史的物語では、アッガ軍に攻め込まれウルクの城壁を包囲される中、エンキドゥはたった一人で門の外へ飛び出しアッガ軍と戦ったと言われる。敵軍の捕虜となったエンキドゥは「あの男はまさしく私の王です」とギルガメシュを指し示した。